# Serrat de les Planes (Montferrer i Castellbò)
El Serrat de les Planes és una serra situada al municipi de Montferrer i Castellbò a la comarca de l'Alt Urgell, amb una elevació màxima de 1.734 metres.